# Erfenschlag
Erfenschlag, Chemnitz-Erfenschlag – dzielnica miasta Chemnitz w Niemczech, w kraju związkowym Saksonia. 